# Standseilbahn Kiew

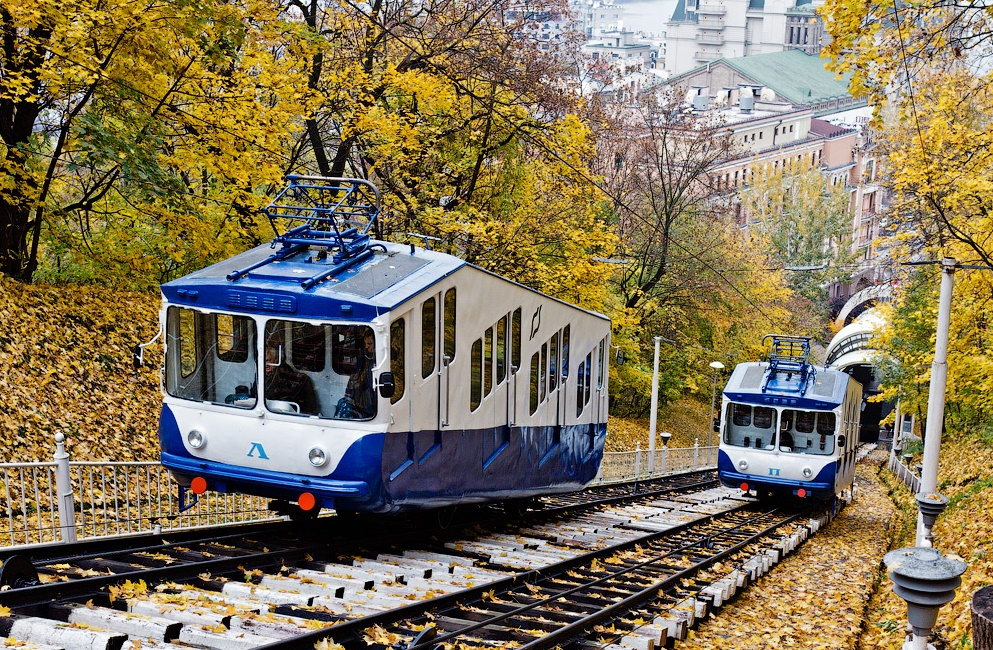
Beide Wagen der Standseilbahn vor der Talstation 2014

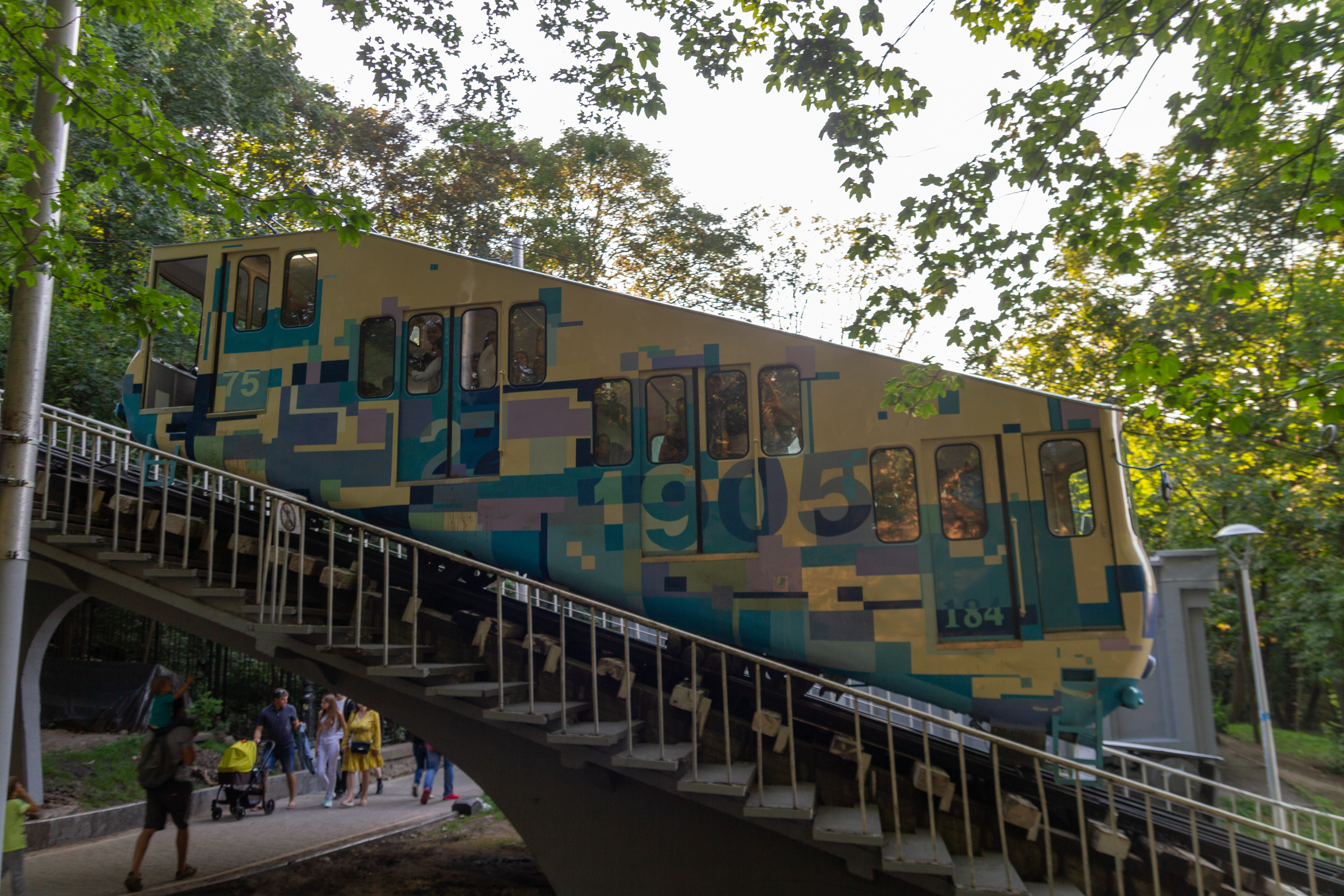
Standseilbahn Kiew 2019

Die Standseilbahn Kiew (ukrainisch Київський фунікулер Kyjiwskyj funikuler) verbindet die Kiewer Stadtteile Postviertel in der Unterstadt (Podil) und den Michaelplatz in der Oberstadt mit dem Außenministerium und dem Michaelskloster auf einer Länge von 238 Metern und mit einer Steigung von 36 Prozent bei einem Höhenunterschied von 75 Metern. Die Bahn wurde 1905 in Betrieb genommen und ersetzte eine 1892 eingerichtete Straßenbahnlinie, die auf längerer Strecke vom Ufer des Dnepr zum Stadtzentrum führte.

## Geschichte
Bereits in der Mitte des 19. Jahrhunderts entstand die Idee, die Bauten auf dem Wladimirberg mit den im Uferbereich vorhandenen Fabriken, Hafenanlagen und Wohngebäuden durch eine Aufzugsanlage miteinander zu verbinden. Ingenieur Artur Abrahamson, der seine Ausbildung in der Schweiz erhalten hatte, trug dem Kiewer Stadtrat 1883 erste konkrete Pläne vor. Nach langen und teilweise kontroversen Diskussionen wurde schließlich der Bau einer Standseilbahn beschlossen. Mit der Ausarbeitung der konkreten Baupläne wurden die Projektingenieure Pjatnizki und Barischnikow beauftragt. Zwischen 1902 und 1905 konnten durch Spezialisten eine eingleisige Strecke in der Spurweite 1000 Millimeter mit einer Ausweichstelle und zwei Bahnhöfe (Pavillons) an den jeweiligen Endstationen errichtet werden. Die Gleisanlage wurde auf Stützen aus Stahlbeton ausgeführt, der zu Beginn des 20. Jahrhunderts gerade als neuartiges Baumaterial entwickelt worden war. Der Antrieb erfolgte mit an der Bergstation eingebauten Elektromotoren. Die ersten beiden Waggons wurden in der Schweiz gefertigt, bestanden überwiegend aus Holz und fassten je 65 Personen.
Die Baukosten werden mit damaligen 230.000 russischen Rubeln angegeben. Die Anlage gilt als eine der ersten auf dem Territorium des Russischen Kaiserreichs bzw. der späteren Sowjetunion gebauten Standseilbahnen.
Am 7. Maijul. / 20. Mai 1905greg. erfolgte die Eröffnung der als „Michailowskis Mechanischer Lift“ (Михайлівський механічний підйом) bezeichneten Transporteinrichtung, eine Fahrt dauerte drei Minuten. Bereits einen Tag später wurde der 22000. Fahrgast gezählt.
Als Betreiber fungierte anfangs die belgische Aktiengesellschaft, die auch die ersten Straßenbahnen in Kiew zum Einsatz gebracht hatte.
Im Laufe ihres Bestehens wurde die Bahn mehrfach um- und ausgebaut und technisch erneuert. Im Jahr 1928 konnte die Talstation um 38 Meter bis auf den Postplatz verlängert werden. Seit 1958 sind Wagen in Stahlblechbauweise im Einsatz, die mittels der Buchstaben Λ (=l für links) und П (p= <pravo> für rechts) gekennzeichnet sind und somit an der Begegnungsstelle immer auf der gleichen Seite bleiben. Ebenso mussten die Antriebsmotoren und Schwellen ausgetauscht werden. 1984 wurde eine umfassende Rekonstruktion der Pavillons vorgenommen, die rundum geschlossen und Jugendstil-artig gestaltet wurden. Die letzten Arbeiten erfolgten im Herbst 2006.

## Die Standseilbahn im 21. Jahrhundert

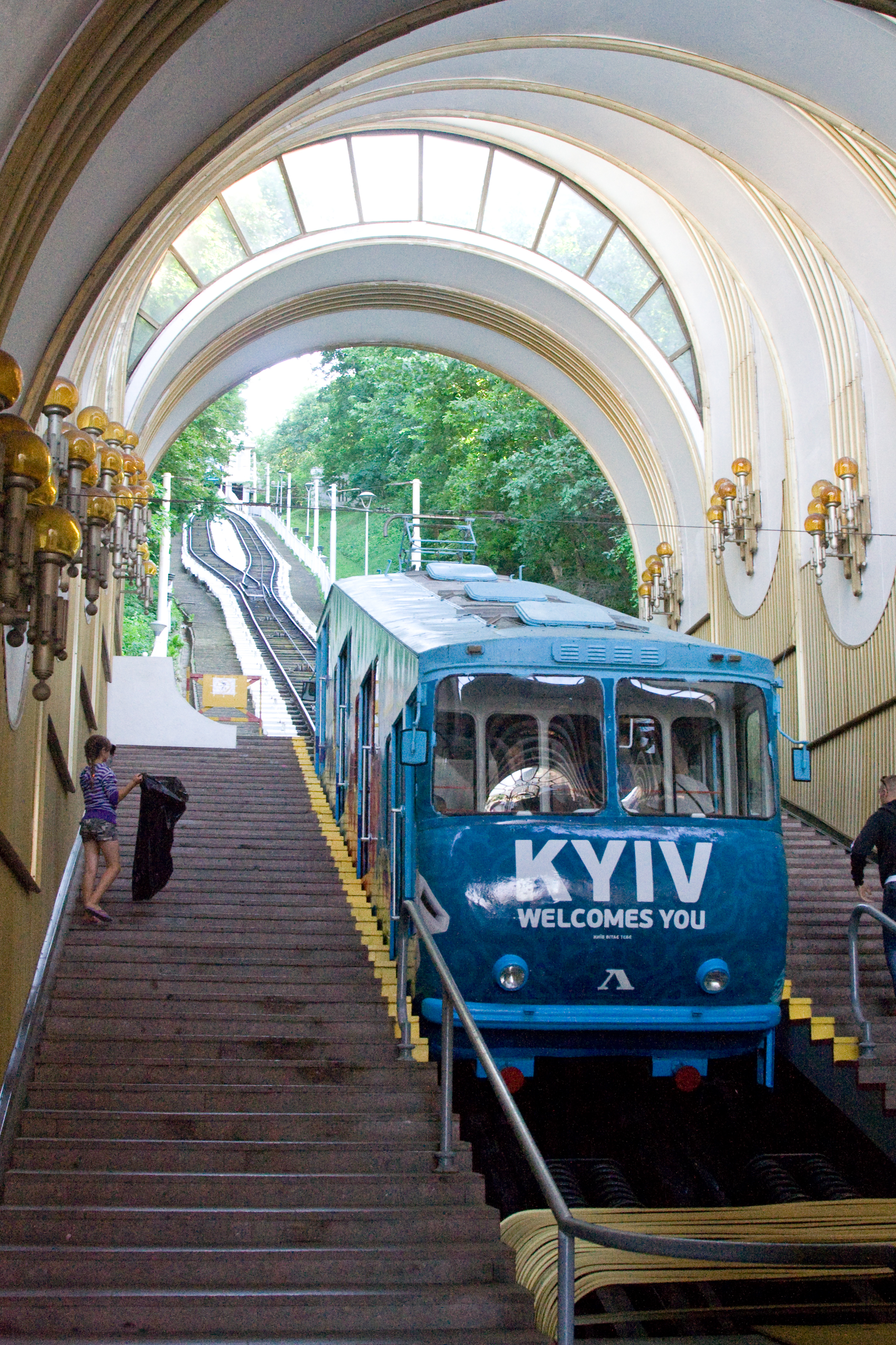
Talstation mit Wagen 2012

Die Bahn wird von dem Kiewer kommunalen Personenverkehrsunternehmen „Київпастранс“ (Kyjiwpastrans) betrieben und verkehrt in kurzen Abständen im entgegengesetzten Betrieb. Die vierstufigen Wagen haben beidseitig Türen zum getrennten Ein- und Ausstieg. Die Bedienung erfolgt manuell vom Fahrstand aus, eine Fahrt dauert immer noch zwischen zweieinhalb und drei Minuten. Alle Einzelfahrkarten der öffentlichen Verkehrsmittel kosten einheitlich umgerechnet etwa 26 Eurocent (Stand Herbst 2021). Im Jahresdurchschnitt befördert die Bahn 2,8 Millionen Passagiere, darunter auch viele Touristen.